# Hidrur de diisobutilalumini
L'hidrur de diisobutilalumini (DIBAL, DIBAL-H, DIBAH o DIBALH) és un agent reductor amb la fórmula (i-Bu₂AlH)₂, on i-Bu representa el grup isobutil.

## Ús en síntesi orgànica
El DIBALH s'utilitza en química orgànica per a reduir èsters i nitrils a aldehids.